# Trichophorum
Trichophorum  Pers.  é um género botânico pertencente à família Cyperaceae.
O gênero é composto por aproximadamente 30 espécies.

## Sinônimo
- Eriophorella Holub

## Principais espécies
- Trichophorum alpinum – Europa, Ásia, América do Norte
- Trichophorum cespitosum – Europa, Ásia, América do Norte
- Trichophorum clementis – Califórnia
- Trichophorum clintonii – América do Norte
- Trichophorum planifolium – América do Norte
- Trichophorum pumilum – Europa, Ásia, América do Norte
- Trichophorum rigidum – Andes
- Trichophorum subcapitatum – Ásia
- «PPP-Index Lista completa» Arquivado em 16 de setembro de  2019, no Wayback Machine.

## Galeria

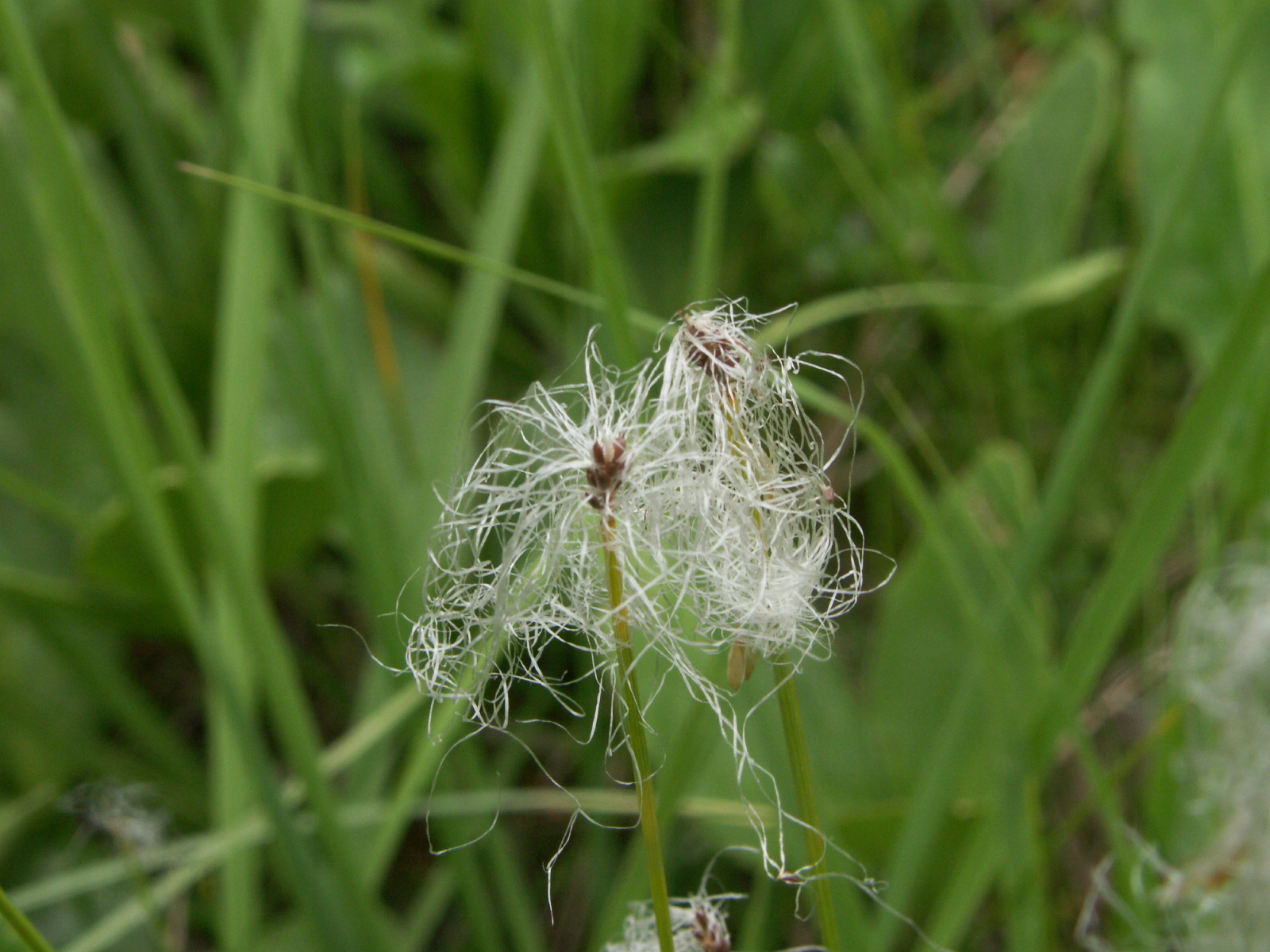
Trichophorum alpinum
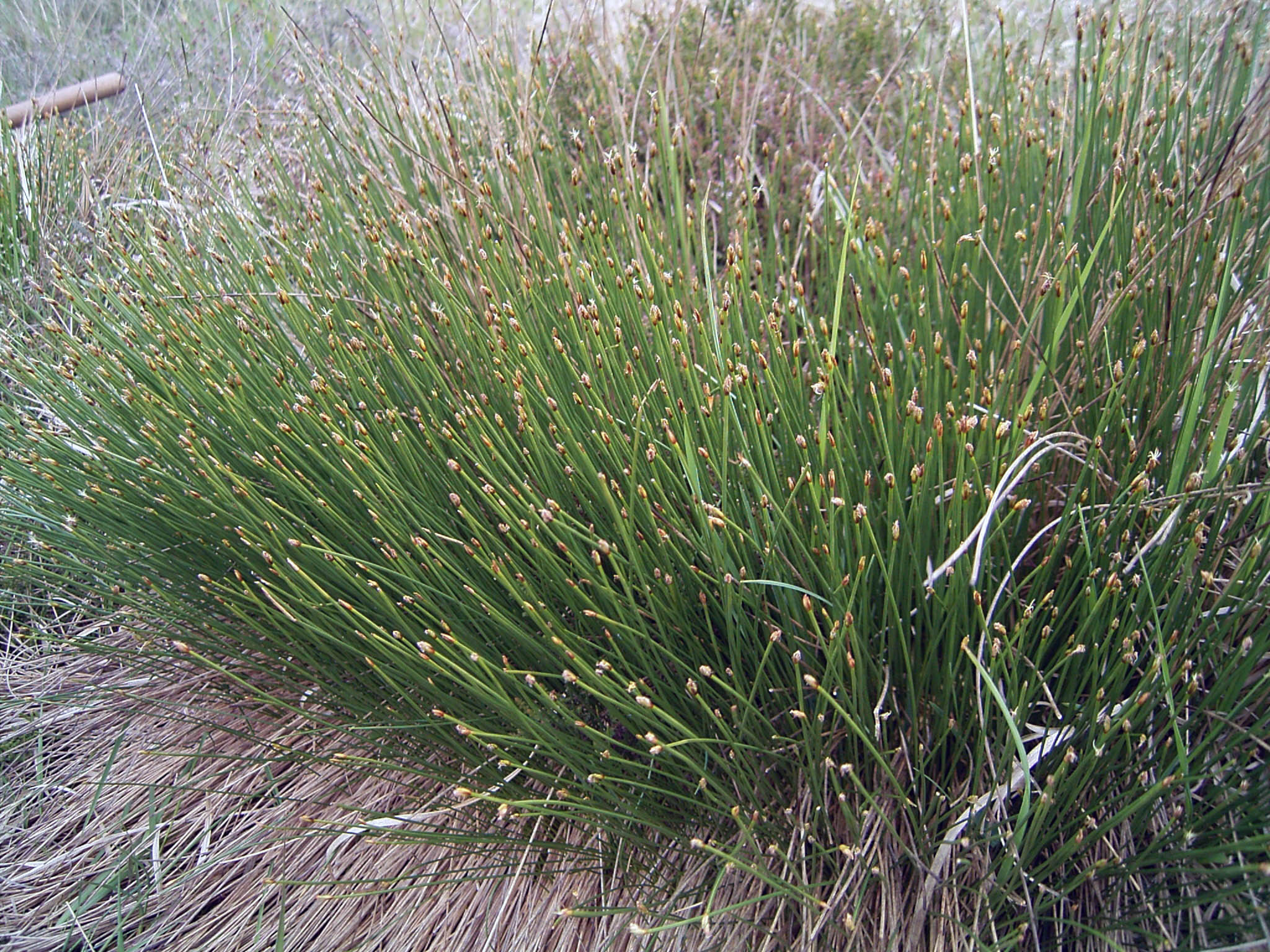
Trichophorum cespitosum
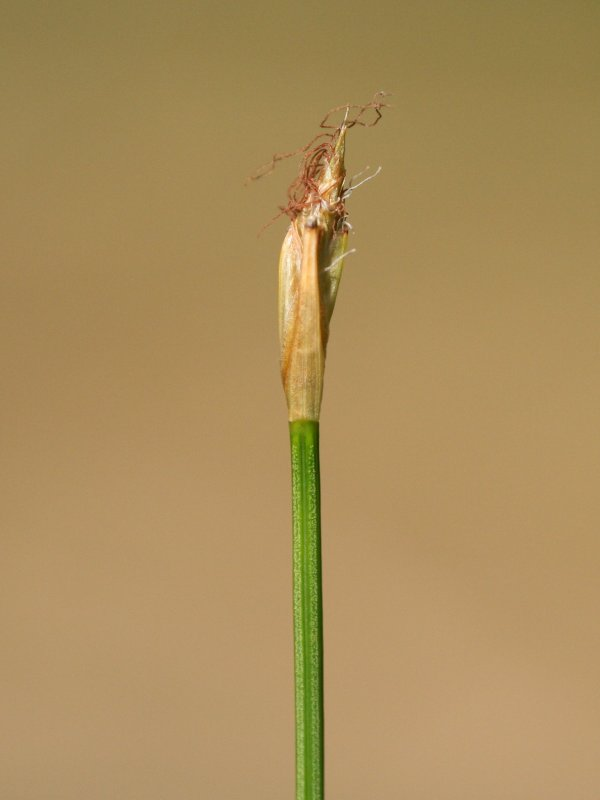
Inflorescência T. cespitosum